# Joseph Nicholas Anton Del Negro
Joseph Nicholas Anton Del Negro (* 4. April 1929 in Manhattan; † 13. Januar 2015 auf Mallorca), genannt Pep (Kurzform für Pepe), war ein US-amerikanischer Schauspieler und Maler.

## Leben
In den 1960er- und 1970er-Jahren war der US-Amerikaner in einigen deutschen und französischen Filmproduktionen zu sehen. Bekannt wurde er in der Rolle eines Priestermönchs in Werner Herzogs Filmklassiker Aguirre, der Zorn Gottes. Darüber hinaus betätigte er sich auch als Maler. Er lebte in Deià auf der spanischen Mittelmeerinsel Mallorca sowie auf der indonesischen Insel Bali. Sein Grab befindet sich auf dem Friedhof von Deià.

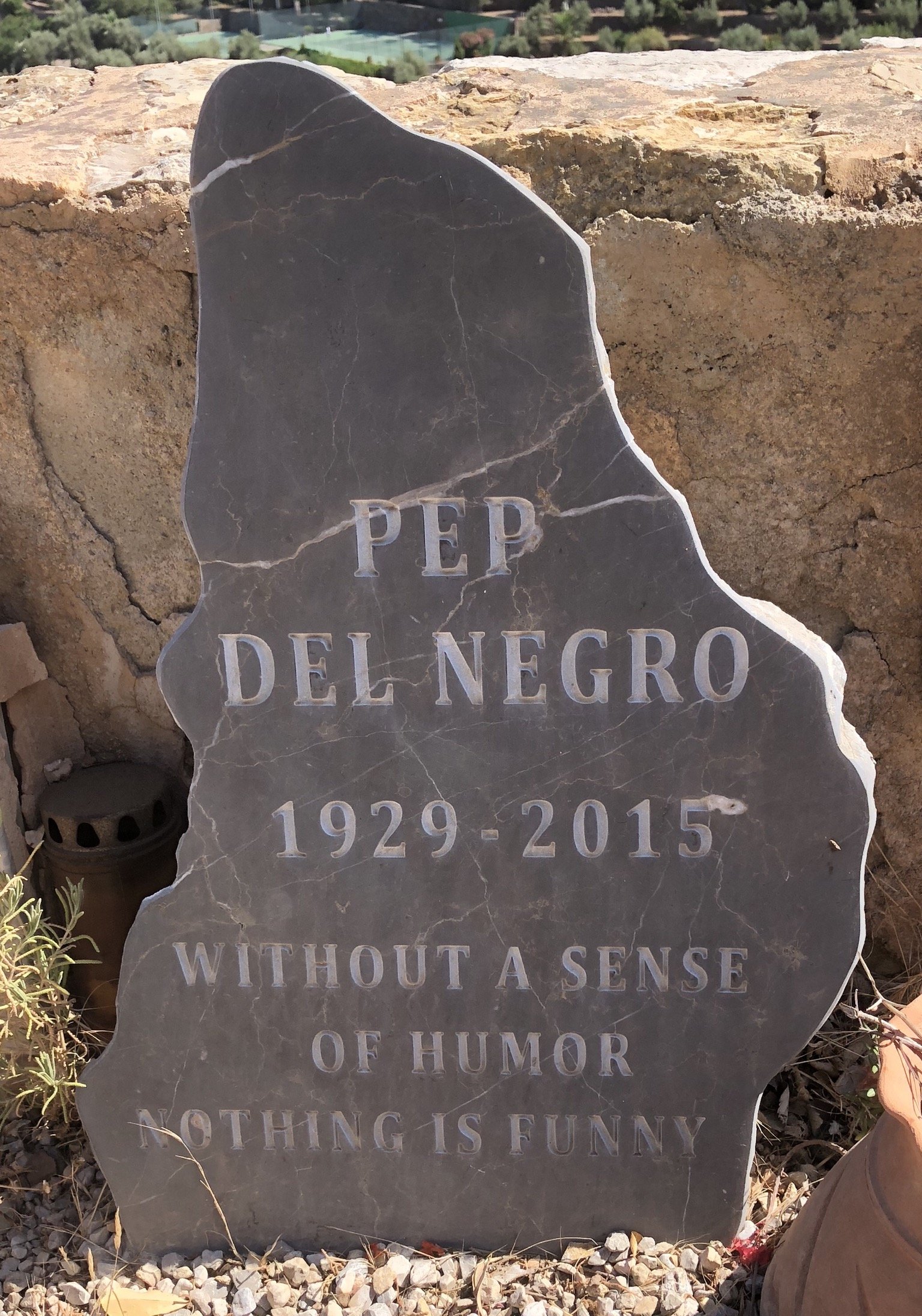
Grabstein in Deià

## Filmografie (Auswahl)
- 1964: Wie Raubkatzen (Les félins)
- 1966: Brennt Paris? (Paris brûle-t-il?)
- 1968: De vijanden
- 1972: Vampira
- 1972: Aguirre, der Zorn Gottes
- 1973: Pan
- 1973: Inki
- 1973: Sylvie
- 1974: Härte 10 (Fernsehserie)
- 1973: Das Phantom mit der Stahlmaske (Who?)
- 1975: Depressionen (Fernsehfilm)
- 1976: Das Haus mit dem Folterkeller (Mansion of the Doomed)
- 1978: Summer Night Fever (als Joseph N. Delnegro)
- 1981: Barcelona sur